# Maomingosuchus
Maomingosuchus — викопний рід крокодилів, близький до сучасної родини гавіалових (Gavialidae). Існував в пізньому еоцені у Східній Азії.

## Історія відкриття
Викопні рештки крокодила виявлені у 1958 році на півдні Китаю. На основі цих скам'янілостей описано вид Tomistoma petrolica. У 2017 році вид виокремили у монотипову родину Maomingosuchus. У 2022 році, на основі решток, що виявлені у В'єтнамі, було описано другий вид Maomingosuchus acutirostris.

## Класифікація
Передбачається, що рід є базальним членом Gavialoidea, або, належить до вимерлої підродини Tomistominae родини гавіалових (Gavialidae).